# Jean-Patrick Nazon
Jean-Patrick Nazon (Épinal, 18 gennaio 1977) è un ex ciclista su strada francese.
Fratello di Damien, altro ciclista, ha dimostrato di essere un ottimo velocista. Sì è ritirato al termine della stagione 2008.

## Carriera
Professionista dal 1997 con l'allora neonata Française des Jeux, ha corso in questa squadra per sei stagioni. In seguito ha militato nella Jean Delatour (una stagione) prima di approdare all'AG2R. Ha vinto 25 corse, quasi tutte in volata.
Nel 2003 ha vestito per un giorno la maglia gialla del Tour de France.

## Palmarès
- 1995 (Juniores)

Classifica generale Tour du Basse Goulaine
- 1998 (La Française des Jeux, due vittorie)

3ª tappa Circuit des Mines (Rosselange > Saint-Avoid)
7ª tappa Circuit des Mines (Trieux > Hayange)
- 2000 (La Française des Jeux, quattro vittorie)

2ª tappa Étoile de Bessèges (Miramas > Miramas)
5ª tappa Étoile de Bessèges (Ales > La Grand-Combe)
3ª tappa Quattro Giorni di Dunkerque (Boulogne > Béthune)
3ª tappa Tour de Picardie (Soissons > Verneuil-en-Halatte)
- 2001 (La Française des Jeux, una vittoria)

2ª tappa Tour de l'Avenir (Renazé > Orgères-en-Beauce)
- 2002 (La Française des Jeux, tre vittorie)

2ª tappa Tour of Qatar (Doha > Doha)
1ª tappa Critérium International (Charleville-Mézières > Charleville-Mézières)
3ª tappa Quattro Giorni di Dunkerque (Gravelines > Douvrin)
- 2003 (Jean Delatour, quattro vittorie)

6ª tappa Quattro Giorni di Dunkerque (Gravelines > Dunkerque)
3ª tappa Volta ao Alentejo (Alcáçovas > Mourão)
6ª tappa Volta ao Alentejo (Beja > Beja)
21ª tappa Tour de France (Ville-d'Avray > Parigi)
- 2004 (AG2R Prévoyance, tre vittorie)

1ª tappa Critérium International (Rethel > Charleville-Mézières)
3ª tappa Tour de l'Ain (Izernore > Saint-Genis-Pouilly)
4ª tappa Tour de France (Waterloo > Wasquehal)
- 2005 (AG2R Prévoyance, tre vittorie)

2ª tappa Giro di Baviera (Sonthofen > Krumbach)
1ª tappa Hessen-Rundfahrt (Francoforte > Klingenberg am Main)
Memorial Rik Van Steenbergen
- 2006 (AG2R Prévoyance, due vittorie)

1ª tappa Circuit de Lorraine (Thionville > Étain)
2ª tappa Route du Sud (Pays Rabastinois > Saint-Gaudens)
- 2007 (AG2R Prévoyance, due vittorie)

1ª tappa Parigi-Nizza (Cloyes-sur-le-Loir > Buzançais)
1ª tappa Route du Sud (Castres > Narbonne)

### Altri successi
- 2001 (La Française des Jeux)

Classifica a punti Tour du Poitou-Charentes
- 2003 (Jean Delatour)

Critérium cycliste international de Quillan
- 2004 (AG2R Prévoyance)

Critérium di Lisieux
Criterium di Vayrac

## Piazzamenti

### Grandi Giri
- Tour de France

2000: ritirato (10ª tappa)
2003: 135º
2004: 137º
2005: ritirato (11ª tappa)
- Vuelta a España

2006: 105º

### Classiche monumento
- Milano-Sanremo

1999: 131º
2004: 162º
2006: 97°
- Giro delle Fiandre

1999: ritirato
2001: non partito
2002: ritirato
2004: ritirato
2006: ritirato
- Parigi-Roubaix

1997: ritirato
1998: ritirato
1999: fuori tempo massimo
2002: ritirato
2003: 43º
2004: 88º
2005: ritirato
2006: 47º
2007: ritirato
2008: ritirato

### Competizioni mondiali
- Campionati del mondo

Madrid 2005 - In linea: 50º